# S6 (init)
s6 es un init o conjunto de demonios o daemons de gestión del sistema, bibliotecas y herramientas diseñadas como una plataforma de administración y configuración central para interactuar con el núcleo del Sistema operativo GNU/Linux. Se desarrolló para reemplazar el sistema de inicio (init) heredado de los sistemas operativos estilo  Unix System V y Berkeley Software Distribution (BSD). En el proceso de arranque en Linux, es el primer proceso que se ejecuta en el espacio de usuario.

## Sistemas operativos que soportan s6
- Obarun[3]
- Artix Linux
- Adelie Linux
- Linux From Scratch